# Datorisering
Datorisering (betydelsenära med digitalisering) är en process där tidigare manuellt intensiva arbeten förenklas med hjälp av datorkraft. Den har ibland kallats rationalisering eller automation och den digitala revolutionen är en väsentlig del i den "tredje industriella revolutionen", efter ångmaskinens och de små elmotorernas intåg under föregående epoker.

## Historia

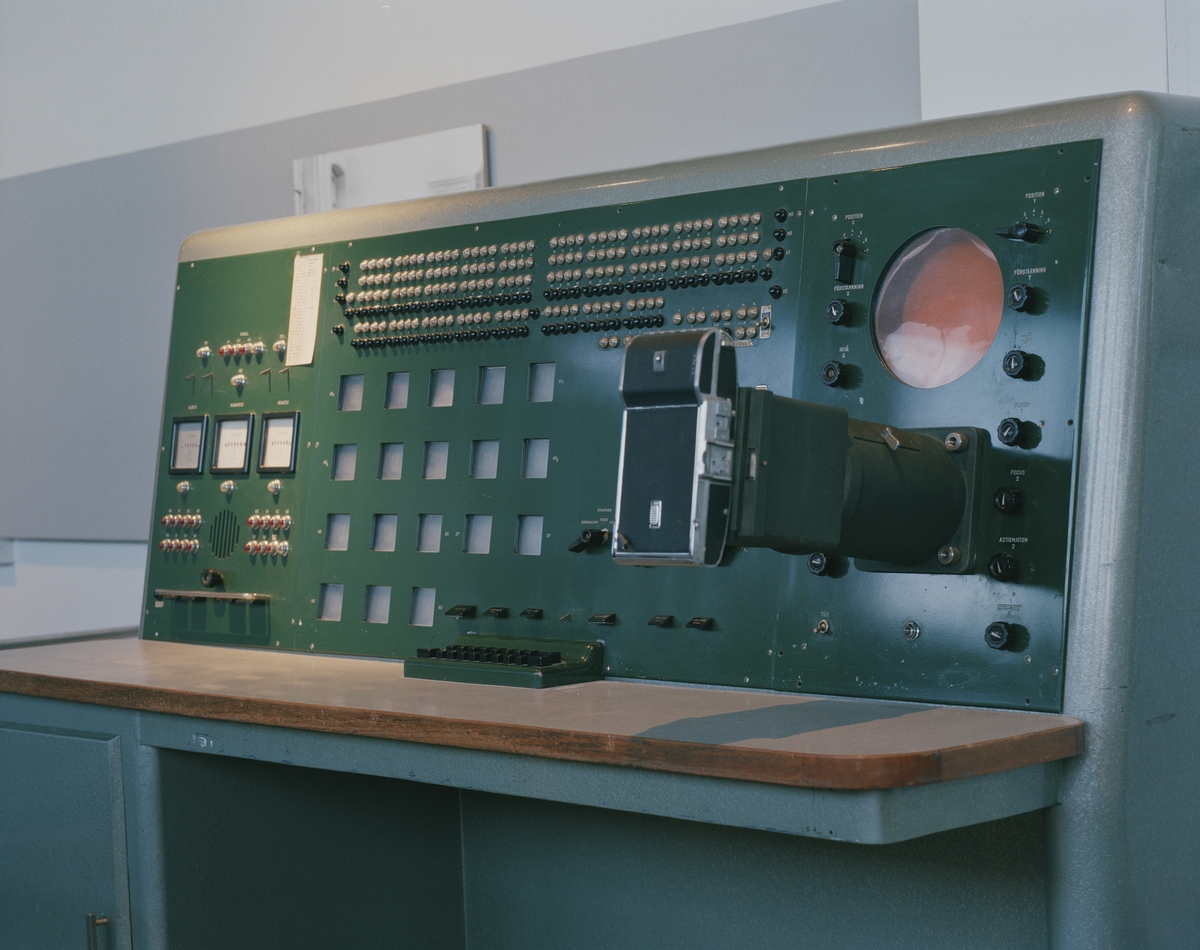
Sveriges andra dator BESK.

I Sverige inleddes datoriseringen av samhället efter andra världskriget då Försvarsmakten tog initiativet till konstruktion av så kallade matematikmaskiner genom Matematikmaskinnämnden vilket resulterade i bygget av de två första svenska datorerna BARK och BESK, som huvudsakligen användes i olika militära syften. Försvarets forskningsanstalt och Saab AB drev på utvecklingen då de upptäckte att datorer kunde användas för exempelvis hållfasthetsberäkningar med finita elementmetoden. På 1960-talet drev försvaret en allt vidare datorisering av radarkontrollen av svensk luftrum och stridsledning inom ramen för STRIL 60. En starkt pådrivande person var Ingenjörsvetenskapsakademiens ordförande Edy Velander.

Mot slutet av 1950- och början av 1960-talet påbörjades en rationalisering och datorisering av den offentliga sektorn, pådriven av finansminister Gunnar Sträng och genomförd av experter från Statskontoret, där expertis från Matematikmaskinnämnden och näringslivet (i synnerhet från IBM) samlades. På kort tid datoriserades på 1970-talet folkbokföringen, skattesystemet och socialförsäkringssystemet. Det har anförts att detta var nödvändigt på grund av den expansiva välfärdspolitik som bedrevs i Sverige under de så kallade rekordåren.
Under 1960-talet inleddes en omfattande datorisering även av det svenska näringslivet. Bland pionjärerna fanns ASEA, Saab AB, Ericsson med flera. Återigen spelade här Edy Velander en nyckelroll, tillsammans med ASEAs VD Curt Nicolin. Mot mitten av 1960-talet inledded datoriseringen av det svenska elnätet av affärsverket Vattenfall med datorsystemet TIDAS. Även gods- och persontransporter på järnväg i Sverige datoriserades med centrala system för inventering av alla tåg och godsvagnar, samt för biljettbokning på Statens Järnvägar.

## Exempel
- Bokföring, automatisk kalkylering av saldon och generering av resultatrapporter, istället för manuell summering
- Ordbehandlare, möjlighet att omfattande redigera text utan att skriva om den
- Databas, automatisk sökning i arkiv istället för papperskartotek
- E-post, brevutskick i elektronisk form istället för på papper
- Reklam och kundkontakter via hemsidor på internet, istället för information via andra medier
- Styrteknik, insamling av mätvärden från signalgivare och presentation och/eller automatisk styrning av en process, istället för manuell kontroll av panelinstrument och reglering
- CAD/CAM, ritning och datorstyrd tillverkning istället för manuell bearbetning med mätningar
- Säkerhetssystem, identitetskontroll med magnetkort och Personal Identification Number eller biometri, istället för portvakt eller enkla lås
- I fordonselektronik, datorstyrd motorstyrning för att minska bränsleförbrukningen, istället för enkel elektromekanik
- I TV-apparater, med mikroprocessorstyrd elektronik för utökade funktioner och digital kodning m.m. istället för enbart mottagning av den äldre AM-bildsignalen

## Effekter
Datoriseringen började på allvar på 1970-talet med uppfinningen av den monolitiska mikroprocessorn och enchipsdatorn, mikrocontrollern, vilka gjorde att kostnaden och komplexiteten för intelligent elektronik reducerades dramatiskt och revolutionerande framsteg kunde göras för arbetsmiljö, ergonomi och effektivitet. Samtidigt förekom en debatt mot automatiseringen, där arbetstagarföreträdare fruktade arbetslöshet som följd av rationaliseringarna, likt protesterna i 1700-talets England vid mekaniseringen av textilindustrin. Ett annat fenomen i början var att fel som skedde skylldes på "datorn", när det oftast var frågan om handhavandefel med den nya tekniken. I verkligheten sjönk kostnaden för många arbetsmoment, billigare produkter producerades och välståndet kunde höjas. Den billiga hemelektroniken kom att revolutionera hemmiljön och fritidsaktiviteterna.
Kritik mot datoriseringen idag består ofta av två aspekter: att samhällssystemen blir sårbara om allt hänger på att elektroniken fungerar och manuell backup saknas samt att människor, främst unga, vänjer sig så mycket vid en elektronikcentrerad miljö att det stör normal intellektuell utveckling, och även kan vara allmänt negativt för hälsan. "Digital stress" har myntats som begrepp inom detta område. En effekt som framhållits är att barn på 2000-talet har kortare uppmärksamhetsspann och mindre uthållighet för intellektuellt krävande uppgifter när intensiva audiovisuella stimuli saknas, exempelvis vid bokläsning. 